# Coccodiella depressa
Coccodiella depressa är en svampart som först beskrevs av Syd. & P. Syd., och fick sitt nu gällande namn av I. Hino & Katum. 1968. Coccodiella depressa ingår i släktet Coccodiella och familjen Phyllachoraceae.   Inga underarter finns listade i Catalogue of Life.